# Filmografia della Savoia Film
La filmografia della Savoia Film si estende dal 1911 al 1918, anche se la parte prevalente della produzione è concentrata negli anni precedenti la Prima guerra mondiale, dal 1911 al 1914. Dopo il 1918 la società ha continuato ad esistere per alcuni anni, ma senza più produrre in proprio nuovi titoli, anche se alcuni film risultano usciti sugli schermi negli anni successivi.
Per la ricostruzione della filmografia completa della "Savoia" si è fatto riferimento ai vari volumi editi dal C.S.C. e da E.R.I. relativi al cinema muto italiano, limitatamente ai titoli dei film a soggetto, argomento di quella collana. Per quanto riguarda i pochi documentari, i titoli sono stati ricavati dall'opera di Maria Adriana Prolo, citata nella bibliografia, da cui sono stati tratte anche alcune limitate integrazioni ai film a soggetto. 
Le fonti in qualche caso divergono sull’attribuzione di un titolo ad un anno specifico, poiché vengono utilizzati criteri diversi: c'è chi considera l'anno della produzione, oppure la data del visto di censura (ma in questo caso va tenuto conto che nel 1913 molte opere già uscite anni prima, furono sottoposte ad un nuovo nulla osta del neonato ufficio nazionale di "revisione cinematografica"), oppure il giorno della disponibilità della copia o della data della prima visione, ecc. Per quanto noto e possibile, le opere sono state classificate secondo quel che risulta l'anno di uscita, criterio che potrebbe generare qualche differenza nel conteggio delle pellicole per ogni anno di attività aziendale. Caratteristica delle opere della "Savoia" è la scarsissima indicazione, ancora più carente che in quella di altre aziende, degli interpreti e, ancor più, dei registi, i cui nomi raramente compaiono in quanto le fonti non li hanno individuati. 
Dell'azienda torinese  è rimasto veramente molto poco, con un tasso di perdita superiore persino a quello già elevato di altre Case. Infatti dei circa 220 titoli attribuiti alla "Savoia" dalle fonti citate (film a soggetto più documentari) oggi, secondo la recente ricerca di Aldo Bernardini (citata nella bibliografia) ne sono sopravvissuti soltanto una dozzina, e non sempre completi. Pochi di essi sono custoditi in cineteche ed archivi italiani, com’è il caso del colossal In hoc signo vinces, per quanto incompleto, e dell'unico documentario superstite Tra le pinete di Rodi.  Assieme al film storico “costantiniano” hanno superato le traversie del tempo altri due film diretti da Oxilia ed interpretati dalla Jacobini, cioè Il cadavere vivente (negli Stati Uniti) e il focolare domestico. Della serie di” Rirì” restano due sole comiche (una comprende anche “Pipetto”) di cui una si trova a Londra. Perduti invece il primo successo della "Savoia", il "colossal" Erodiade e la rievocazione, anch'essa di notevole lunghezza, della vita di Torquato Tasso. Mancano all'appello anche tutti i film patriottici del periodo bellico.
Nelle poche pellicole superstiti sono presenti quattro interpretazioni di Adriana Costamagna, e poche altre di Cristina Ruspoli, Dillo Lombardi, Lydia Quaranta ed Antonietta Calderari.

## 1911
- Doppio pericolo
- Una fiamma sul mare, regia di Gabriel Moreau
- Fra pietre e fuoco, regia di Gabriel Moreau
- Folle per amore, regia di Gabriel Moreau
- I ladri e l'avaro, regia di Gabriel Moreau
- Rirì nevrastenico

## 1912
- Gli affari vanno male
- L'amore è più forte dell'oro
- Amore, voluttà, morte
- Il bacio di Margherita da Cortona, regia di Alfredo De Antoni
- Il ballo della morte, regia di Roberto Danesi
- La baronessa mendicante
- Bisogna sposarli!
- Brancolando nell'ombra
- La confidenza
- IL consiglio della zia
- La contessa d'Adria
- Così va la vita!
- Da carceriere a carcerato
- Il dio della discordia
- Il documento (Titolo alternativo: La guerra bulgaro - turca)
- Dono di nozze
- Ebbrezza di un bacio
- Erodiade, regia di Oreste Mentasti
- Eroica riconoscenza
- L'espediente amoroso di Rirì
- La figlia del cantoniere
- La fuga degli angioli, regia di Giuseppe De Liguoro
- La fuggitiva, regia di Roberto Danesi
- Il giglio della palude, regia di Roberto Danesi
- La grande audacia
- La legge del cuore, regia di Giuseppe Pinto
- La locandiera, regia di Alberto Nepoti
- La miniera di ferro, regia di Oreste Mentasti
- Mio figlio!
- La morte del pastore
- Nascondetevi nel pozzo
- Una nube improvvisa
- Ombre e luci di un'anima
- Pantera
- Una passione torbida
- Pastorale drammatica (titolo alternativo Il castello d'Alda)
- Pipetto evita un bel matrimonio
- Pipetto mangia funghi velenosi
- Il potere dell'ipnotismo
- Quando i morti ritornano
- I quattro adoratori
- Ricatto
- Rirì ama le serve
- Rirì cavaliere
- Rirì Guglielmo Tell
- Rirì ha una coscienza
- Rirì ha un'ora di permesso
- Rirì ha un rivale nero
- Rirì xilofonista
- Senza quartiere
- La sposa e l'eredità di Rirì pedicure
- Sua Maestà l'onore
- Sul limite dell'ombra
- Il sentiero della vipera, regia di Oreste Mentasti
- Tempeste dell'anima
- Tu l'ucciderai!
- L'ultimo amplesso
- L'unguento miracoloso
- Il vitello pacificatore
- La volpe vecchia ... in carnevale!
- La zingara, regia di Sandro Camasio
- La pesca delle aragoste in Sardegna (documentario)
- I quadri della Biennale di Venezia (documentario)
- Fra le pinete di Rodi (documentario)
- Gli ultimi avvenimenti nei Balcani (documentario)

## 1913
- L'amicizia di Polo, regia di Gian Paolo Rosmino
- L'amore e la gloria
- Anima feroce, regia di Ubaldo Maria Del Colle
- Il bandito
- Il cadavere vivente, regia di Nino Oxilia e Oreste Mentasti
- Capriccio di milionaria americana
- Il carnefice
- La colpa del duce Fabio
- Il coraggio
- Cuore di mamma e di figlio
- Il detective innamorato
- I diamanti rosa
- Distributori automatici
- Domestici di gran stile
- Un dramma in campagna
- I due fratelli
- I due quadri
- L'erede di Jago, regia di Carlo Alberto Lolli
- L'eredità di Gabriella
- L'errore
- La falsa strada, regia di Roberto Danesi e Nino Oxilia
- Follia, regia di Roberto Danesi
- Il fortunale
- Il fratello sconosciuto
- Fulmine a ciel sereno
- Germania, regia di Pier Antonio Gariazzo
- I gioielli
- Giovanna d'Arco, regia di Ubaldo Maria Del Colle
- L'implacabile
- L'ingranaggio
- In hoc signo vinces, regia di Nino Oxilia
- L'inutile delitto
- Il messaggio del vento, regia di Oreste Mentasti
- Miarka Romané
- Una missione difficile
- I misteri del castello
- I misteri di Monte Carlo, regia di Ubaldo Maria Del Colle
- Il mistero di Jack Hilton, regia di Ubaldo Maria Del Colle
- La moglie del capitano
- La morte civile, regia di Ubaldo Maria Del Colle
- Nel vortice del destino
- L'onta
- L'ora fosca
- Il pane altrui, regia di Ubaldo Maria Del Colle
- Per il padre, regia di Roberto Danesi
- Pipetto ha rotto un vetro
- Poveri bimbi
- Il principe si annoia
- I quattro orbi
- Il raggio meraviglioso, regia di Roberto Danesi
- Il regalo della zia
- Il richiamato
- Rirì crocefisso
- Satanella, regia di Alberto Nepoti e Ubaldo Maria Del Colle
- Lo scherno feroce, regia di Roberto Danesi
- Lo sciopero tragico (titolo alternativo: I tre scioperanti krumiri)
- Silenzio eroico, regia di Archita Valente
- Sogno e realtà
- La tavola famigliare
- Il teatro della morte
- Il tic nervoso della sottoprefettessa
- Vampe di gelosia, regia di Roberto Danesi
- Il velo d'Iside, (titolo alternativo: Fatalità e mistero), regia di Nino Oxillia
- La vendetta di Armanda, regia di Archita Valente
- Sua Santità Pio X e le grandi feste cattoliche a Roma (documentario)

## 1914
- L'accordo in mi minore, regia di Ubaldo Maria Del Colle
- Amore alla caccia
- L'avventura di Tommaso Berwick
- Un cuore e una corona
- Il dominio tragico
- L'espresso numero 23
- Il focolare domestico, regia di Nino Oxilia
- Il gaucho
- Margot, regia di Ubaldo Maria Del Colle
- Nell'ultimo anelito
- L'onore del nome
- Orsola Mironet
- Il pastore e il leone
- Piccolo cuore, grande coraggio
- Torquato Tasso, regia di Roberto Danesi
- L'uomo inutile, regia di Ubaldo Maria Del Colle

## 1915
- Alla frontiera, regia di Domenico Gaido
- Il castello di Thorfield
- Il codicillo
- La congiura di Vivienne d'Abigdon
- Cuore e patria, regia di Domenico Gaido
- Le due maschere, regia di Ubaldo Maria Del Colle
- Eroismo d'alpino, regia di Domenico Gaido
- Il fantasma
- La guerra fatale
- Homo
- Inno di guerra ed inno nuziale
- Lungi dal nido, regia di Vittorio Rossi Pianelli
- Il miraggio della felicità
- Notti romane (titolo alternativo: I martiri della Giovine Italia)
- Passa l'amore
- Il procuratore generale
- Viva la Patria
- Terre che le vittoriose armi nostre restituiranno alla patria (documentario)

## 1916
- Aghi Stawros
- L'avventura di Claudina, regia di Domenico Gaido
- Il cadavere scomparso, regia di Telemaco Ruggeri
- Colpa o mistero?, regia di Vitale De Stefano
- il cuore di Marinka
- Il dramma dell'ambizione, regia di Vitale De Stefano
- Est contro Ovest
- La fortuna in prigione
- Jodato-san
- Mal di denti (titolo alternativo Qui pro quo)
- La maledizione paterna
- Maria di Fuscaldo
- Mystica, regia di Ubaldo Maria Del Colle
- La nave fantasma, regia di Giuseppe Zaccaria
- Nel vortice del peccato, regia di Telemaco Ruggeri
- Paolina, regia di Vitale De Stefano
- Per salvare papà
- Il quadrifoglio rosso, regia di Mario Roncoroni
- Il radium vendicatore, regia di Giuseppe Zaccaria
- Il segreto della miniera di Goldfield
- La sposa dei sei secoli
- La straniera
- Il testamento del cercatore d'oro
- Un tiranno
- Treville city, la città del mistero
- Il triangolo verde, regia di Archita Valente
- L'usurpatore
- La vendetta

## 1917
- Battaglia per l'amore
- Catene
- Chioma recisa, regia di Emilio Graziani-Walter
- L'impronta rivelatrcie
- Maternità, regia di Giuseppe Zaccaria
- La moglie del traditore
- La montagna di luce
- Notte di nozze, regia di Telemaco Ruggeri
- Il romanzo della morte, regia di Telemaco Ruggeri
- L'uomo pappagallo, regia di Telemaco Ruggeri
- Il velo squarciato, regia di Telemaco Ruggeri

## 1918
- Giulietta e Romeo, regia di Emilio Graziani-Walter
- Il lupo e la sirenetta, regia di Emilio Graziani-Walter

## 1919
- La cicca della fortuna, regia di Emilio Graziani-Walter
- Come morì Butterfly, regia di Emilio Graziani-Walter
- Mirella, regia di Giuseppe Zaccaria

## 1920
- Luce nelle tenebre
- Naufragio d'anime, regia di Pier Antonio Gariazzo